# Прикус

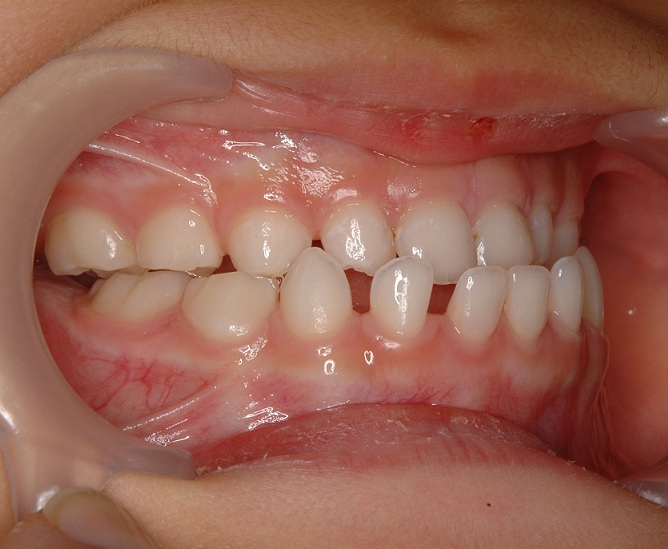

При́кус — взаимоотношение зубных рядов при максимальном контакте и полном смыкании зубов верхней и нижней челюстей. Вид прикуса определяется характером смыкания зубных рядов в положении центральной окклюзии. Опытный врач-ортодонт может определить характер прикуса даже при полном отсутствии зубов у пациента.
Различают временный (сменный) и постоянный прикус, а также физиологический, патологический и аномалии прикуса. Не следует путать прикус с окклюзией.

## Физиологический прикус
Нормальный, или физиологический, прикус характеризуется определёнными признаками. Все зубы верхней и нижней челюстей (за исключением третьего верхнего моляра и первого нижнего резца) контактируют между собой таким образом, что каждый зуб смыкается с двумя антагонистами — зубами противопоставленной челюсти. Каждый зуб верхней челюсти контактирует с одноимённым и позади стоящим зубом нижней челюсти, каждый зуб нижней челюсти — с одноимённым и впереди стоящим зубом верхней челюсти; срединная линия лица проходит между центральными резцами верхней и нижней челюстей и находится с ними в одной сагиттальной плоскости. В зубных рядах промежутки между зубами отсутствуют.
Правильным прикусом принято считать тот прикус, где верхние резцы (incisivi) закрывают собой резцы нижней челюсти, а верхние клыки загораживают нижние; верхние премоляры плотно соприкасаются с нижними, а моляры нижней челюсти находятся чуть ближе к полости рта, чем верхние.
Зубные дуги имеют определённую форму (верхняя — полуэллипса, нижняя — параболы). Наружная часть верхней зубной дуги больше внутренней части за счёт наклона зубов в сторону преддверия рта. Наружная часть нижней зубной дуги меньше внутренней части за счёт наклона зубов в сторону полости рта. При смыкании зубных рядов формируется окклюзионная кривая. Суставная головка нижней челюсти располагаются у основания ската суставного бугорка (см. височно-нижнечелюстной сустав).

### Основные варианты физиологического прикуса
Для всех вариантов нормального прикуса обязательным условием является нормальное функционирование зубочелюстной системы (незатруднённая функция жевания и речи, отсутствие косметических дефектов, связанных с неполноценным развитием зубных рядов). В. Ю. Курляндский говорил о четырёх главных вариантах прикуса: ортогнатия, прогения, бипрогнатия и прямой прикус.

#### Ортогнатический прикус
Прикус, при котором верхние фронтальные зубы на одну треть длины перекрывают коронки нижних зубов.

#### Прогенический прикус
Прикус, при котором нижняя челюсть выдвинута вперёд (незначительно).

#### Прямой прикус
Прямой прикус (лат. occlusio orthogenica) характеризуется тем, что верхние резцы не перекрывают нижние, а смыкаются режущими краями.

#### Бипрогнатический прикус
При бипрогнатическом прикусе (лат. occlusio biprognathica) верхние и нижние резцы наклонены в сторону преддверия рта, но между ними сохранён режуще-бугорковый контакт.

## Аномалии прикуса
Существует несколько разновидностей неправильного прикуса с характерными симптомами:
- Для дистального прикуса или дистальной окклюзии характерно смыкание зубов по второму классу. Речь идет о смещении проекций зубов-антагонистов.
- Мезиальный прикус или мезиальная окклюзия характеризуется выступанием нижних передних зубов относительно верхних.
- Открытый прикус, одна из распространенных патологий, при котором полного смыкания зубов нет. Более правильный диагноз в данном случае — вертикальная дизокклюзия, поскольку смыкания не происходит в вертикальной плоскости.
- При глубоком прикусе нижние резцы частично или полностью скрываются за верхними. В некоторых случаях может закрываться до 30 % зуба.
- Перекрестный прикус — одна из частых проблем с которой сталкиваются ортодонты. В здоровой челюсти без патологий все верхние зубы должны перекрывать нижний ряд, как по ширине, так и по длине. В том случае, если нужного обхвата не происходит, верхние зубы располагаются внутри нижних или за ними. Если верхние резцы находятся за нижними, речь идет о перекрестном прикусе на фронтальном участке или обратной резцовой окклюзии. Перекрестный прикус может также появиться на боковых участках.

В мире распространено мнение о том, что различные нарушения осанки (сколиоз, кифоз, Болезнь Шейермана-Мау и другие) являются причиной неправильного прикуса. Качественные научные исследования опровергли утверждения о связи деформаций позвоночника и неправильного прикуса, такая связь не обнаружена. Подавляющее большинство публикаций на эту тему (8 из 9) имеют очень низкое качество и не выдерживают научной критики.

## Значение правильного прикуса
Нарушение смыкания зубов (окклюзии) постепенно приводит к повреждению наиболее нагруженных элементов, вплоть до «выколачивания» некоторых зубов. Задача ортодонта — восстановить окклюзию в максимальном объёме.